# 2011 AG5
2011 AG5（也可以寫成2011 AG5）是一個屬於潛在威脅天體的近地小行星。 

## 概要
2011 AG5的觀察視界是256日，並列名哨兵系統和杜林危險指數1级。該小行星會被杜林危險指數評為1级是因為一次例行的發現它將會從地球附近經過，但不會構成不尋常的危險。2011 AG5於2011年1月8日由萊蒙山天文台口徑1.5公尺的反射望遠鏡發現這個當時視星等19.6的天體。它的直徑大約是0.14公里，並且小行星中心指出2040年時它是距離地球最近只有0.001920天文單位（287200公里）的潛在近地天體。
目前以2011 AG5已知軌跡進行未確定區域軌道擬合的結果顯示，在2040年到2047年之間有五次撞擊地球的可能，累積機率是1/625。它在2023年2月3日將會以距離地球最近0.01天文單位（1500000公里）處通過，將可讓科學家更進一步推算它的軌道。
截至2011年10月，2011 AG5和2007 VK184是目前已知在杜林危險指數上不是評為0级的近地天體。在巴勒莫撞擊危險指數上它的指數值是-1.12。2011 AG5在2011年的撞擊可能性是地球的撞擊危險背景等級的至少13倍，這是經由相同或更大天體直到可能撞擊日期的平均風險而定的。

## 外部連結
- Orbital simulation（页面存档备份，存于） from JPL (Java) / Ephemeris（页面存档备份，存于）

| 前任者： 99942 Apophis | 接近地球的巨大近地天体 （進入月球軌道範圍內的小行星） 2040年2月5日 | 繼任者： 2005 WY55 |